# Lányi Sámuel
Lányi Sámuel (Igló, 1792. április 15. – Kékkő, 1860. március 9.) vízépítő mérnök, festőművész.

## Mérnöki pályája
1823-ban szerzett diplomát a pesti Institutum Geometricumban. Állami alkalmazásban, Huszár Mátyás munkatársaként, majd helyetteseként részt vett a magyarországi folyók felmérésében. 1823-tól a Sajónál, 1824-től a Duna Dévénytől Péterváradig terjedő szakaszán dolgozott.  Az 1830-as évek közepétől a Tisza és mellékfolyói felmérését vezette, ezt a munkát tévesen sokáig Vásárhelyi Pálnak tulajdonították. Vásárhelyi Pál halála (1846) után a Tisza szabályozási munkálatainak irányítását nem kapta meg, ezért kilépett az állami alkalmazásból és a kékkői Balassa-uradalom mérnöke lett. Térképeit és kéziratos feljegyzéseit a Magyar Országos Levéltár őrzi.

## Művészi pályája
Fiatal korában Müller János Jakabnál tanult rajzolni és festeni. 1826-ban Mocsáry Antal Nemes Nógrád vármegyének historiai, geographiai és statistikai esmertetése (Pest, 1826) című művében több rajza jelent meg. Barabás Miklós baráti köréhez tartozott, de mérnökként csak kedvtelésből festegetett, elsősorban táj- és arcképeket. Önarcképét a Magyar Nemzeti Galéria őrzi.